# Regierungsbezirk Köslin

Pommerns indelning 1913:
Regierungsbezirk Köslin
Regierungsbezirk Stralsund
Regierungsbezirk Stettin

Regierungsbezirk Köslin var ett regeringsområde, som existerade 1816-1945 och omfattade den östra delen av preussiska provinsen Pommern. Det hade en yta på 14 035
km² och hade 606 070 invånare (1905). Köslin var huvudort och regeringsområdet var delat i 13
kretsar.
Sedan 1945 tillhör området Polen, där det delats mellan Västpommerns och Pommerns vojvodskap.

## Källa
Den här artikeln är helt eller delvis baserad på material från Nordisk familjebok, Köslin, 1904–1926.